# Walton Heights
Die Walton Heights sind eine bis zu 800 m hohe Gebirgsgruppe auf der westantarktischen Alexander-I.-Insel. Sie ragen als Teil der Douglas Range am Kopfende des Haydn Inlet auf.
Luftaufnahmen entstanden zum Ende des Jahres 1947 bei der US-amerikanischen Ronne Antarctic Research Expedition (1947–1948). Diese dienten dem britischen Geographen Derek Searle vom Falkland Islands Dependencies Survey zwischen 1959 und 1960 der Kartierung. Das UK Antarctic Place-Names Committee benannte das Gebirge 1980 nach Jonathan Launcelot William Walton (* 1950), Geodät und Glaziologe beim British Antarctic Survey von 1975 bis 1986 und Sohn des Namensgebers des Walton Peak.